# Anna Bergmanová
Anna Bergmanová, nepřechýleně Bergman, (* 5. května 1948 Göteborg, Švédsko) je švédská herečka. Dcera Ingmara Bergmana a Ellen Bergmanové. Sestra Evy, Jana a Matse Bergmanových. Polorodá sestra Daniela Bergmana a Linn Ullmannové.
Koncem 70. let hrála v několika lehce pornografických filmech, později obsadila několik malých rolí v známějších filmech, např. ve filmu Fanny a Alexandr. Objevila se také ve 2. a 4. epizodě úspěšné britské komediální série Mind Your Language, kde ztvárnila švédskou au pair Ingrid Svensonovou.

## Filmografie (výběr)
- 1990 – Avalon
- 1984 – Åke a jeho svět (Åke och hans värld)
- 1982 – Fanny a Alexandr (Fanny och Alexander)
- 1978 – Divoké husy (The Wild Geese)
- 1978 – Agent 69 Jensen – I skyttens tegn
- 1977 – Agent 69 Jensen – I skorpionens tegn